# Нунатак Арктовського
Нунатак Арктовського (англ. Arctowski Nunatak) — нунатак, розташований в групі з 16 нунатаків на східному узбережжі Антарктичного півострова в Західній Антарктиді. Було відкрито під час роботи шведської антарктичної експедиції в 1902 р. Назва походить від прізвища  Генріка Арктовського — польського геофізика, геолога, океанографа і метеоролога. Арктовський виконував обов'язки метеоролога в бельгійській антарктичній експедиції в 1897/99 рр.